# Xanthotoxin
Xanthotoxin ist ein Naturstoff, der in den ätherischen Ölen verschiedener Pflanzen vorkommt. Xanthotoxin ist ein Stoff aus der Gruppe der Psoralene, die wiederum zu den Cumarinen gerechnet werden.

## Vorkommen

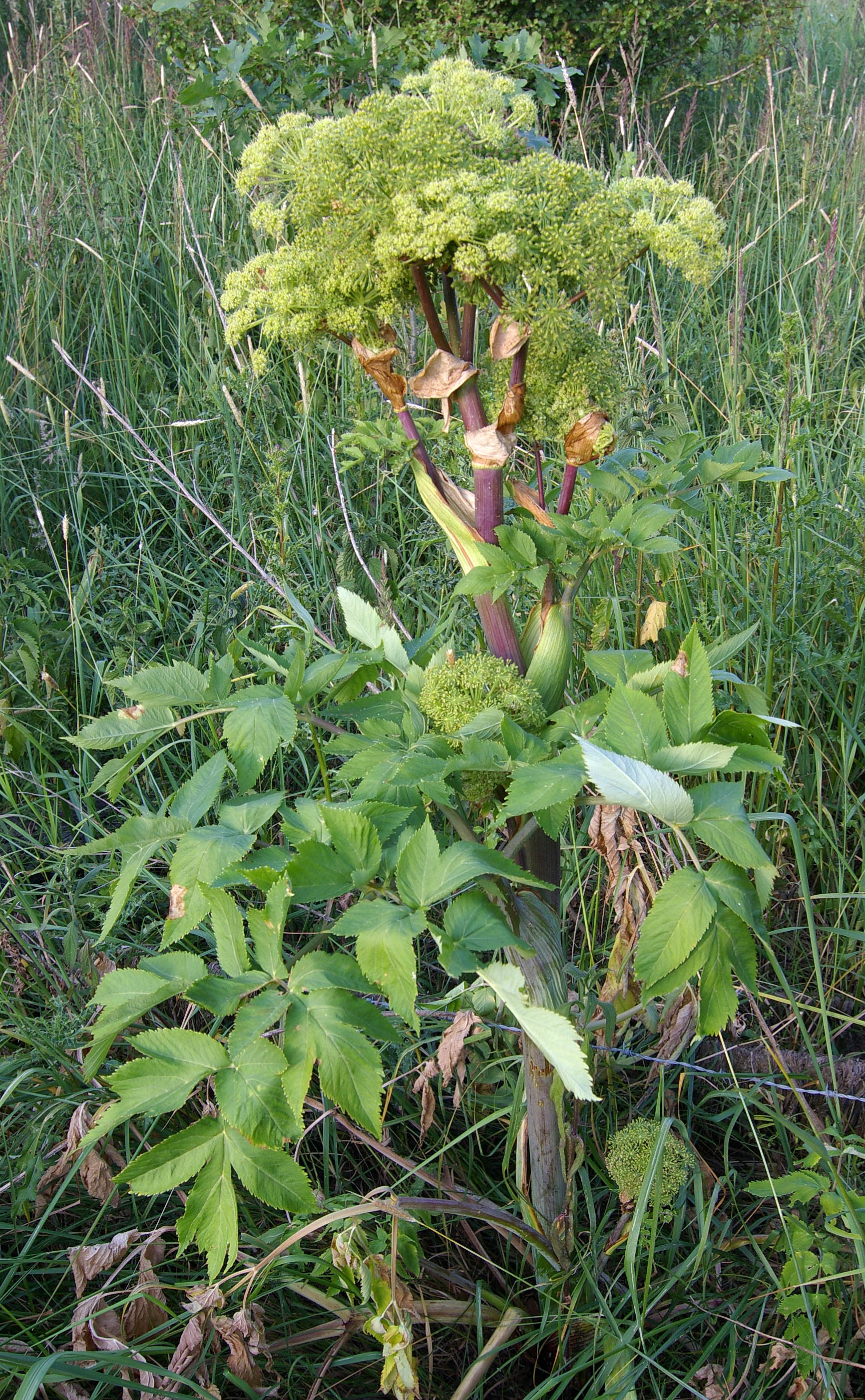
Arznei-Engelwurz (Angelica archangelica)

Xanthotoxin kommt in dem afrikanischen Baum Fagara xanthoxyloides und in verschiedenen Doldenblütlern wie der Engelwurz, der Bergamotte, der Pastinake und dem Riesen-Bärenklau vor.

## Klinische Angaben

### Anwendungsgebiete (Indikationen)
Der Arzneistoff wird bei einigen Hauterkrankungen (z. B. Psoriasis) eingesetzt. Gleichzeitig kann auch mit langwelligem UV-Licht bestrahlt werden. In einem solchen Fall spricht man von der PUVA-Therapie.

## Gefahren
Xanthotoxin ist für wechselwarme Tiere giftig. Wie das chemisch verwandte Bergapten besitzt Xanthotoxin als lineares Furanocumarin photosensibilisierende Eigenschaften, das heißt, es sensibilisiert die Haut gegen Sonnenlicht und UV-Strahlung. Durch die Substanz werden bei Lichteinwirkung starke Entzündungen und Sonnenbrand hervorgerufen. Dabei schädigt Xanthotoxin auch die DNA der Hautzellen, so dass Langzeitschäden wie Krebs die Folge sein können.

## Handelsnamen
Monopräparate
Meladinine (D, CH), Oxsoralen (A), Uvadex (D, A, CH)